# Virginia Maskell
Virginia Elizabeth Maskell (* 27. Februar 1936 in London, Vereinigtes Königreich; † 25. Januar 1968 in Stoke Mandeville, Vereinigtes Königreich) war eine britische Bühnen- und Filmschauspielerin.

## Leben
Virginia Maskell wurde im Londoner Stadtteil Shepherd’s Bush als Tochter von William Eric Brands Maskell geboren.
Nach Ausbruch des Zweiten Weltkrieges wurde die Familie nach Südafrika evakuiert. Nach dem Krieg kehrten die Maskells zurück, und Virginia besuchte eine Klosterschule. Hier begann sie sich für die Schauspielerei zu interessieren.
In der Fernsehserie Seeabenteuer gab sie 1957 ihr Fernsehdebüt. Ihr Kinodebüt gab sie 1958 in dem Drama Carve Her Name with Pride. Bis 1962 spielte sie an der Seite internationaler Stars wie Peter Sellers, John Cassavetes, Sidney Poitier, Mai Zetterling und anderen. Auf der Theaterbühne beeindruckte sie in der Hauptrolle im kontroversen Stück The Catalyst. Für ihre Hauptrolle im Film The Wild and the Willing wurde sie 1962 für den British Academy Film Award in der Kategorie Beste britische Hauptdarstellerin nominiert.
1962 heiratete Virginia Maskell den Aristokraten und Fotografen Sir Geoffrey Shakerley und legte eine Schauspielpause ein, die nur sporadisch von einigen Nebenrollen in  TV-Serien unterbrochen wurde. Mit Sir Shakerley hatte sie zwei Söhne. 1963 kam Nicholas Simon Adam zur Welt, 1966 Peter Jonathan.
Im Sommer 1967 begannen die Dreharbeiten zu dem Drama Zwischenspiel, in dem sie die Ehefrau von Oskar Werner spielte. Es sollte ihre letzte Rolle werden. Nach einem Nervenzusammenbruch nahm sie am 24. Januar 1968 mit einer Überdosis Schlaftabletten, an der sie am Folgetag verstarb. Die Uraufführung von Zwischenspiel fand erst am 31. Oktober 1968 statt. Sie wurde postum für den British Academy Film Award als beste Nebendarstellerin nominiert. Ebenfalls postum gewann sie den National Board of Review Award in der Kategorie Beste Nebendarstellerin.

## Filmografie (Auswahl)
- 1957: Seeabenteuer (The Buccaneers) – TV-Serie, 1 Folge
- 1957: Die Abenteuer von Robin Hood (The Adventures of Robin Hood) – TV-Serie, 1 Folge
- 1958: Carve Her Name with Pride
- 1958: Schrei im Morgengrauen (The Man Upstairs)
- 1959: Der Tod hat Verspätung (Jet Storm)
- 1960: Dreimal Liebe täglich (Doctor in Love)
- 1962: Lieben kann man nur zu zweit (Only Two Can Play)
- 1964: Geheimauftrag für John Drake (Danger Man) – TV-Serie, 1 Folge
- 1967: Nummer 6 (The Prisoner) – TV-Serie, 1 Folge
- 1968: Zwischenspiel (Interlude)